# Klauzál Imre
Klauzál Imre (Szeged, 1799. január 11. – Bécs, 1847. március 5.) mezőgazdász, Klauzál Gábor bátyja.

## Életpályája
A nagyváradi nemesi konviktusban nyert neveltetése után a magyar királyi udvari kancelláriánál lépett hivatalba, s ott Károlyi Lajos gróffal ismerkedett meg, aki terjedelmes uradalmai kormányzását Klauzálra bízta. Bár Klauzál az összes grófi uradalmakat lehetőség szerint gondozta is, mégis kiváló előszeretettel foglalkozott a tótmegyeri uradalommal (Nyitra vármegye), ahol állandó lakása volt, és ahol a kedvező helyzet az újításoknak biztos sikert ígért. Ő szerezte meg e szép uradalomnak azt az osztatlan, bel- és külföldön elismert hírnevet, melyet mai napig is megtartott. 1838-ban Rohoncra (Vas vármegye) tette át lakását és ott gazdasági tanintézetet alapított. Sajnos a nagy fontosságú hivatást teljesítő intézmény, melynek egyik kiváló érdeme volt, hogy az oktatás, az akkoriban hazánkban fennálló két másik gazdaképző intézettől, a keszthelyi Georgikon s a magyaróvári főhercegi intézettől eltérően, magyar nyelven folyt, rövid másfél év alatt megszűnt. Klauzál ekkor a magánéletbe vonult vissza. Néhány évvel később azután Batthyány Gusztáv gróf két Vas vármegyei birtokát, a tarcsait s a borostyánkőit vette bérbe, azon célzattal is, hogy a nagybirtokok bérrendszer útján való kezelésének okszerűségét kimutassa. E vállalkozásában Egán Edével szövetkezett, aki a bérletet Klauzál halála után is folytatta, sőt Borostyánkőt megvette. Utóbb Czilchert Róberttel társulva, Moson vármegyében, Oroszváron növénytermesztő intézetet alapított, melynek feladata volt minden erre érdemes növényt nagyban termelni, nemesíteni és eladás útján forgalomba hozni, vagyis a növénytermelési kísérleti állomás eszméjét hazánkban Klauzál már a negyvenes években tényleg megvalósította.

## Munkái
Bár önállóan megjelent munka nem maradt Klauzál után, de nagy elismeréssel találkoztak a Gazdasági Tudósításokban megjelent cikkei, amelyek közül a fontosabbak:
- Néhány tekintet Magyarország földművelésére (1837);
- Juhászati tisztek és juhászati viszonyok gróf Károlyi Lajos uradalmaiban (1838);
- Melyik jelenleg a legjövedelmezőbb merinójuh s melyek tenyésztésének főelvei (1840);
- Saját jószágkezelés, haszonbér és száztóli (1841)
- Juh és növény-tenyésztés. Tarcsán Kőszeg mellett. 1845 (nagyon ritka mű, két példány ismert)